# Predgornoe (sjö i Antarktis)
Predgornoe är en sjö i Antarktis. Den ligger i Östantarktis. Norge gör anspråk på området. Predgornoe ligger 28 meter över havet. Arean är 0,43 kvadratkilometer. Den ligger vid sjöarna  Shel'fovoe och Karovoevatnet. Den sträcker sig 1,2 kilometer i nord-sydlig riktning, och 2,9 kilometer i öst-västlig riktning.
I övrigt finns följande vid Predgornoe:
- Glubokoevatnet (en sjö)
- Kamakshi (en sjö)
- Karovoevatnet (en sjö)
- Nanda (en sjö)
- Mount Pawanputra (ett berg)
- Gora Pomornikov (ett berg)
- Priyadarshini (en sjö)
- Russeskaget (en udde)